# Jenseits des Krieges
Jenseits des Krieges ist ein Dokumentarfilm der österreichischen Regisseurin Ruth Beckermann aus dem Jahre 1996.

## Inhalt
Als die Wanderausstellung Vernichtungskrieg. Verbrechen der Wehrmacht 1941–1944 in den 1990er Jahren in Wien gezeigt wurde, sammelten Ruth Beckermann und Peter Roeshler Eindrücke und Aussagen von Besuchern. Darunter befanden sich Nachkommen ehemaliger Wehrmachtssoldaten und Zeitzeugen. Weil die ursprüngliche Ausstellung vor ihrer Überarbeitung die individuelle Verantwortung von Wehrmachtsoldaten noch stärker in den Mittelpunkt gerückt hatte, fallen diese Reaktionen sehr persönlich aus.